# Bohdan Butkiewicz
Bohdan Stefan Butkiewicz (ur. 1939) – polski naukowiec, inżynier, zajmujący się logiką rozmytą. Profesor nadzwyczajny Politechniki Warszawskiej. Doktorat obronił w 1972. Habilitację otrzymał w 2002 roku w obszarze nauk technicznych w zakresie informatyki na podstawie pracy Metody wnioskowania przybliżonego. Właściwości i zastosowanie. Publikował między innymi z Lotfi Zadehem. Od 1 października 2011 roku pełni funkcję Rektora Collegium Varsoviense.